# Faltbrücke

Faltbrücke

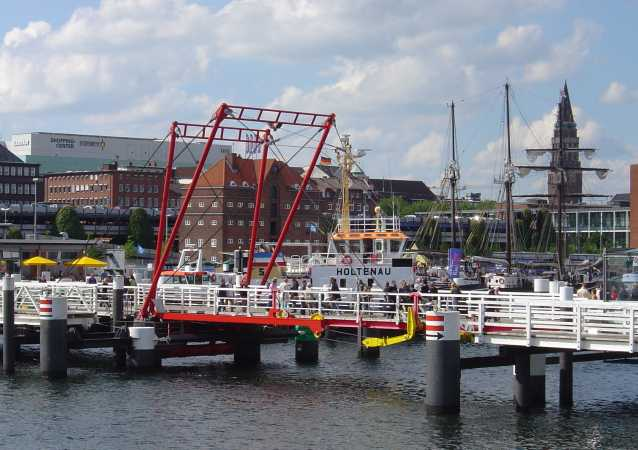
Kieler Hörnbrücke

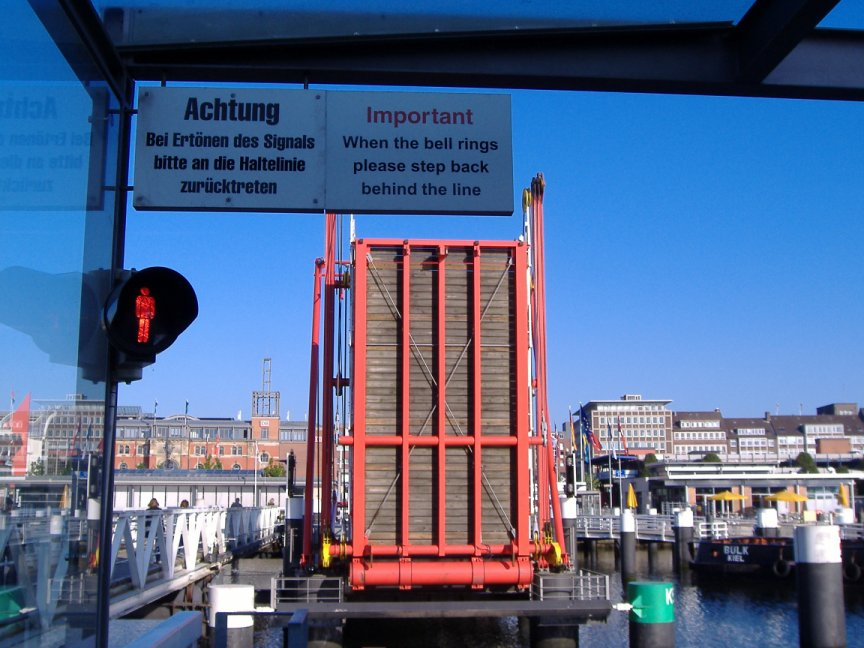
Eingeklappte Hörnbrücke

Eine Faltbrücke als bewegliche Brücke ist eine mehrgliedrige Klappbrücke, die sich zusammenfaltend ans Ufer zurückzieht.
Beispiel einer Faltbrücke ist die Hörnbrücke in Kiel. Halb hochgeklappt bilden deren bewegliche Brückentafeln eine dem Buchstaben N ähnliche Form.
Einige militärische Schnellbaubrücken und Brückenlegepanzer nutzen das Faltbrückensystem.